# Словаччина на Чемпіонаті світу з легкої атлетики 2017
Словаччина на Чемпіонаті світу з легкої атлетики 2017, що проходив з 4 по 13 серпня 2017 року в Лондоні (Велика Британія) була представлена 5 спортсменами.

## Результати

### Чоловіки
Трекові і шосейні дисципліни
| Спортсмен    | Дисципліна   | Попередні забіги | Попередні забіги | Забіги    | Забіги | Півфінал        | Півфінал        | Фінал           | Фінал           |
| Спортсмен    | Дисципліна   | Результат        | Місце            | Результат | Місце  | Результат       | Місце           | Результат       | Місце           |
| ------------ | ------------ | ---------------- | ---------------- | --------- | ------ | --------------- | --------------- | --------------- | --------------- |
| Ян Волько    | 100 м        | 10.15 NR         | 1 Q              | 10.25     | 28     | Завершив виступ | Завершив виступ | Завершив виступ | Завершив виступ |
| Ян Волько    | 200 м        | Н/Д              | Н/Д              | 20.52     | 20 Q   | 20.61           | 15              | Завершив виступ | Завершив виступ |
| Душан Майдан | Ходьба 50 км | Н/Д              | Н/Д              | Н/Д       | Н/Д    | Н/Д             | Н/Д             |                 |                 |

Технічні дисципліни
| Спортсмен          | Дисципліна     | Кваліфікація | Кваліфікація | Фінал           | Фінал           |
| Спортсмен          | Дисципліна     | Результат    | Місце        | Результат       | Місце           |
| ------------------ | -------------- | ------------ | ------------ | --------------- | --------------- |
| Марсель Ломницький | Метання молота | 74.26        | 13           | Завершив виступ | Завершив виступ |

### Жінки
Трекові і шосейні дисципліни
| Спортсмен    | Дисципліна   | Фінал     | Фінал |
| Спортсмен    | Дисципліна   | Результат | Місце |
| ------------ | ------------ | --------- | ----- |
| Марія Чакова | Ходьба 20 км |           |       |

Технічні дисципліни
| Спортсмен        | Дисципліна     | Кваліфікація | Кваліфікація | Фінал            | Фінал            |
| Спортсмен        | Дисципліна     | Результат    | Місце        | Результат        | Місце            |
| ---------------- | -------------- | ------------ | ------------ | ---------------- | ---------------- |
| Нікола Ломніцька | Метання молота | 64.60        | 28           | Завершила виступ | Завершила виступ |